# Karlovac
Karlovac ([ˈkâːrlɔʋat͡s]) es una ciudad de Croacia, centro administrativo del condado homónimo en la Croacia central.

## Historia
La ciudad fue edificada en el siglo XVI, en la confluencia de cuatro ríos, (Kupa, Korana, Mrežnica y Dobra), como una defensa contra el Imperio otomano. Recibe su nombre de quien la mandó erigir, Carlos II de Estiria, comandante de las fuerzas armadas del Sacro Imperio y a la sazón tío del emperador. Se ubica en la carretera que conecta Zagreb (a unos 56 km) con Rijeka (a unos 130 km).
Karlovac fue muy dañada por durante las guerras yugoslavas que causaron estragos en los Balcanes en los años 1990. Muchos de sus monumentos fueron parcialmente destruidos por separatistas serbios, que atacaron la ciudad por ser un punto estratégico y sede de un cuartel importante del Ejército Popular Yugoslavo. Entre los edificios destruidos y más tarde reconstruidos figura la catedral ortodoxa de San Nicolás.

## Economía
Históricamente, la industria más relevante es la de la fabricación de la cerveza Karlovačko, a la que, además, se dedica una fiesta anual, habitualmente en septiembre, y que representa una de las atracciones turísticas de la ciudad. También, ha ganado gran importancia la industria bélica; así en Karlovac hay una fábrica de la HS Produkt, donde se produce la pistola HS2000.

## Galería

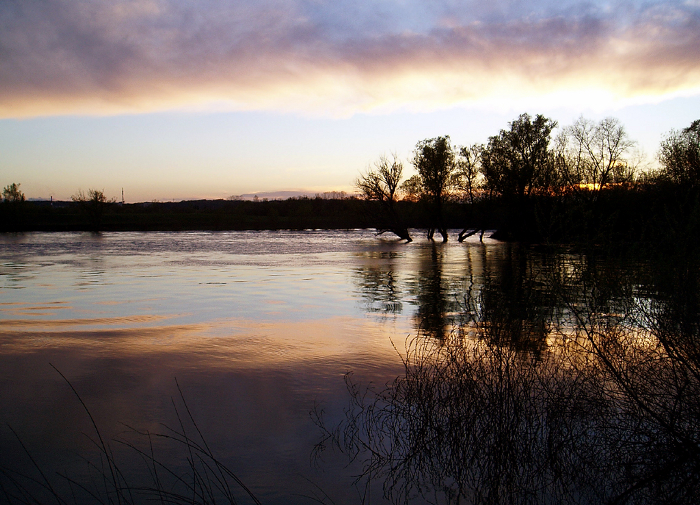
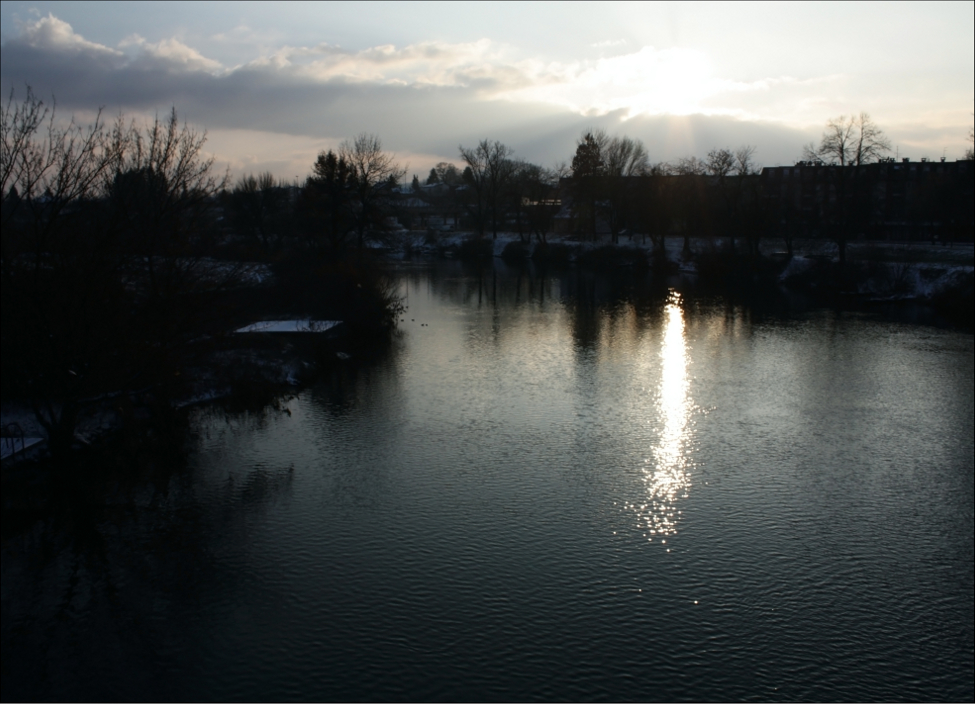
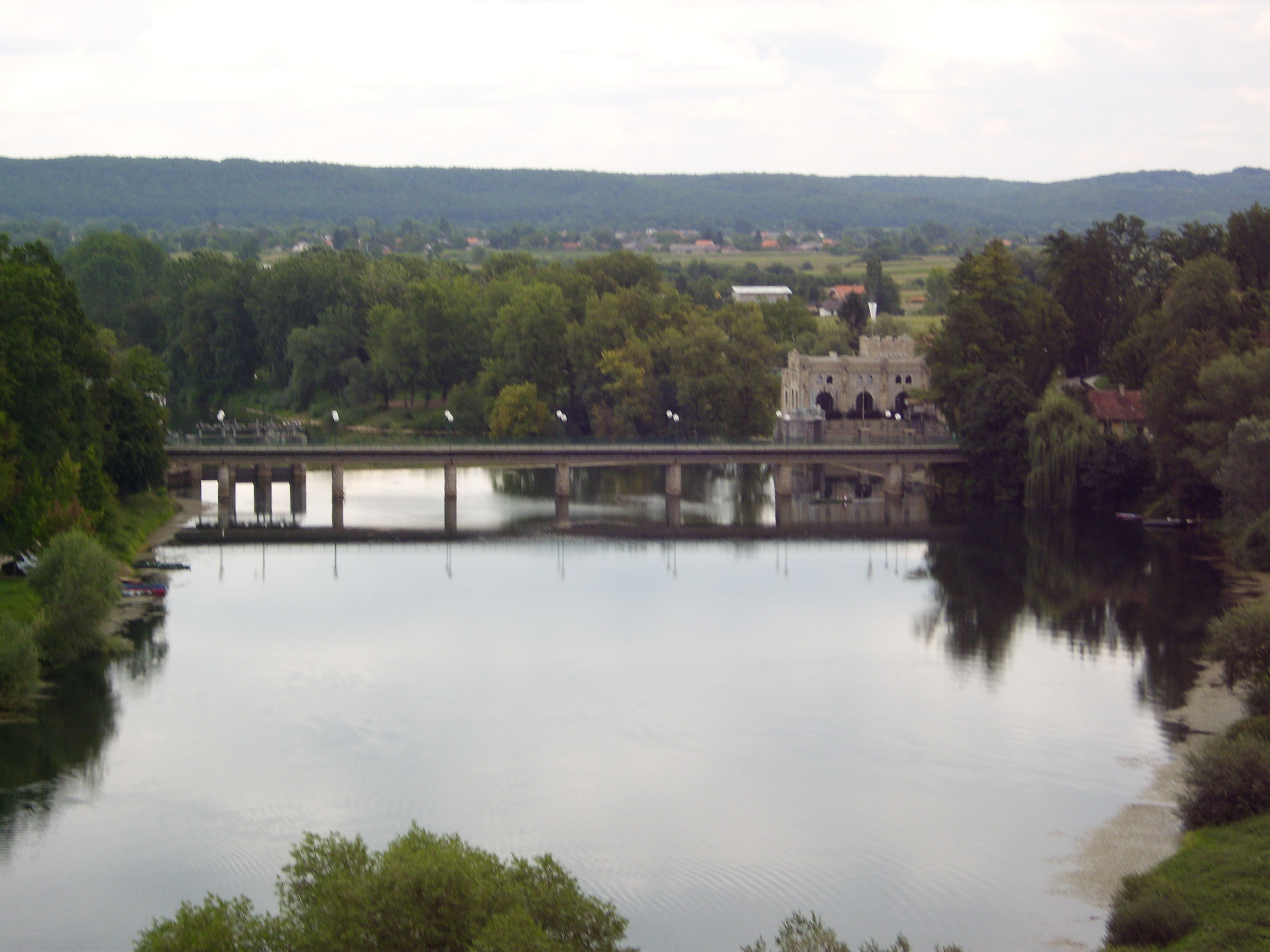
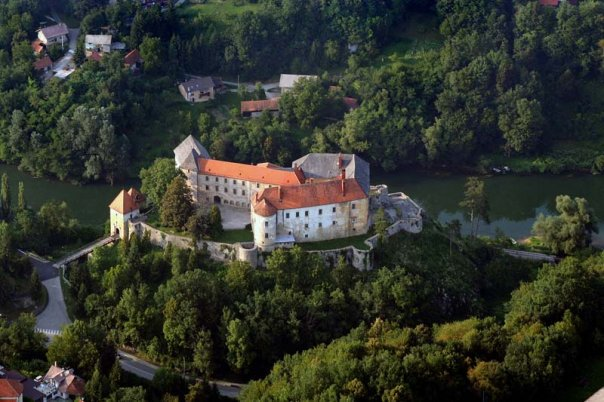
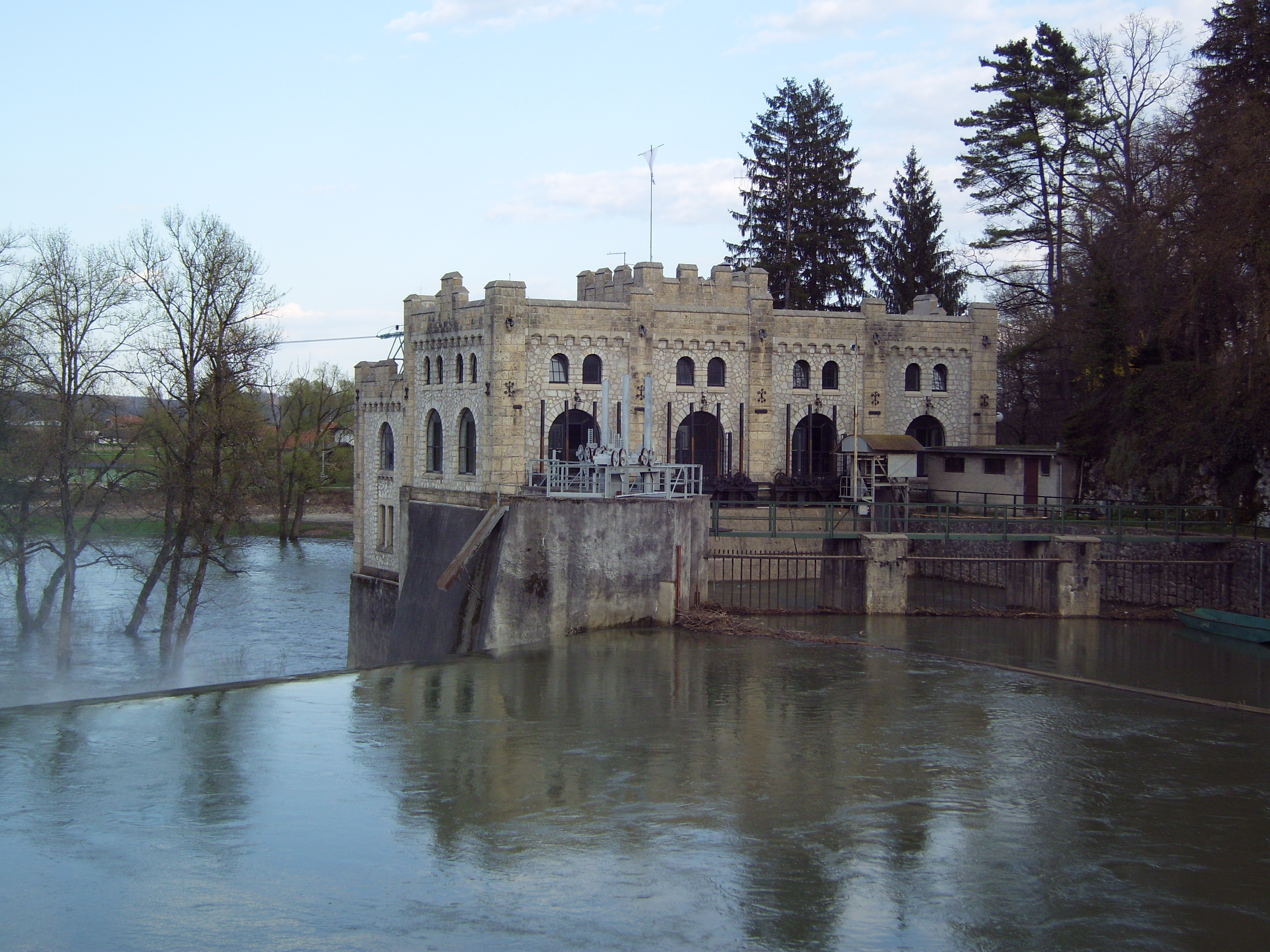
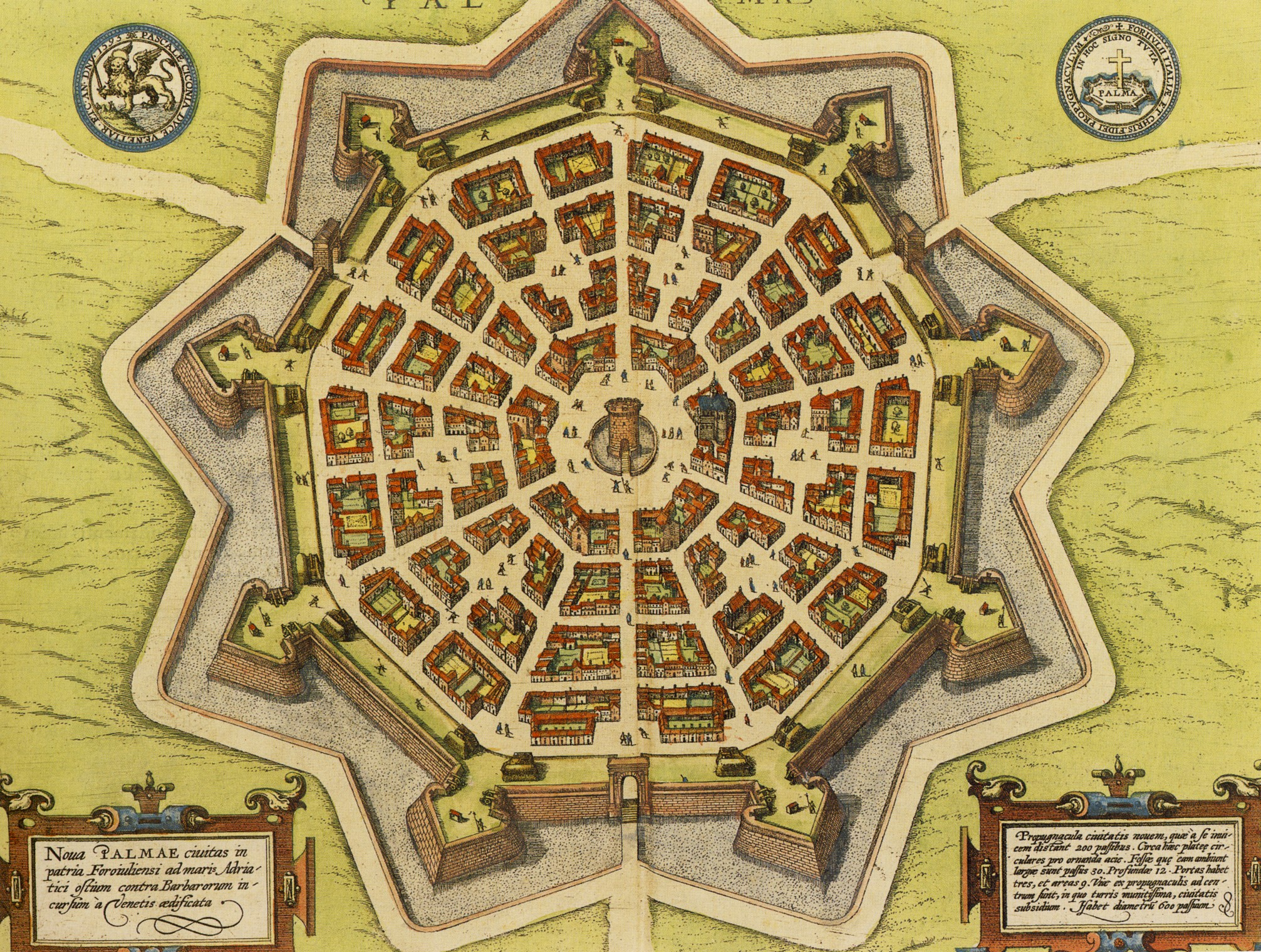

## Demografía
| Gráfica de evolución de Karlovac entre 1971 y 2015 |
|                                                    |